# Oscar Trapp
Carl Oscar Ferdinand Trapp, född 5 juli 1847 i Helsingborg, död där 30 augusti 1916, var en svensk handelsman, ingenjör, konsul och riksdagsman. Som riksdagsman är han mest känd för sin standardisering av färgerna i svenska flaggan.

## Biografi
Trapp var son till garvaren Carl Christian Trapp, som kom till Helsingborg via Vetlanda och Landskrona. Fadern kom snart att äga ett antal fastigheter och erhöll en plats i stadsfullmäktige. Trapp påbörjade studier vid Lunds universitet 1863 och vidareutbildade sig till ingenjör i vid polytekniska högskolan i Hannover. När han återvände till Helsingborg grundade han en firma inom stenkolsbranschen. Efter faderns död övertog Oscar också garveriverksamheten på Södra Storgatan. Från 1887 hade Trapp sin bostad och kontor i "Köpmännens hus" på Södra Storgatan, som han låtit uppföra 1886–1887. Som sin far blev han också engagerad i politiken, först på det lokala planet och sedan som riksdagsman. Han var väldigt intresserad av historia och blev därigenom mycket engagerad i bevarandet av äldre byggnader i Helsingborg då staden vid denna tiden genomgick en stor förändring. Han låg bland annat bakom restaureringen av Kärnan, Mariakyrkans renovering och förhindrade rivningen av Jacob Hansens hus. Dessutom lät han genomföra flera utgrävningar kring stadens medeltida kyrkor. På hans förslag tillkom Terrasstrapporna från Stortorget upp till Kärnan 1903, vilka därför brukade kallas "Trapps trappor" i folkmun.
Han var mycket politiskt engagerad, både i Helsingborgs stadsfullmäktige, i landstinget och i riksdagen. På lokalplanet drev han frågan om inrättande av en arbetsförmedling 1902 och införandet av den nuvarande varianten av Helsingborgs stadsvapen, baserad på ett sigill från 1400-talet. Han var också drivande i frågan om inrättande av spårvägar i Helsingborg, vilka kunde invigas 1903. Han var med och grundade Helsingborgs museiförening och blev dess förste ordförande 1908. Museiföreningen kom sedan att skapa Helsingborg stadsmuseum 1909. Han var en av de ledamöter av stadsfullmäktige som ansåg att den framväxande arbetarrörelsen borde representeras i stadens styrelse och hjälpte till att få träarbetaren Carl Johansson invald i fullmäktige 1899. Sin plats i landstinget innehade han i 30 år. Som riksdagsman var han konservativ ledamot av andra kammaren fram 1900–1905, invald i Helsingborgs valkrets, och därefter i första kammaren 1908–1916. På riksplan verkade han för en reglering av färgerna i svenska flaggan, då dess färger vid denna tid varierade beroende på tillverkare. Till sitt färgförslag valde Trapp att använda de färgvalörer som den äldsta bevarade svenska fanan från 1658 bar. Förslaget gick igenom och färgerna stadfästes genom 1906 års lag om rikets flagga, vilka är de färger Sveriges flagga har än idag. Han var portugisisk vicekonsul från 1902.
Trapp hade förutom sina politiska uppdrag även ett flertal uppdrag inom näringslivet. Han var under 20 år kring sekelskiftet verkställande direktör för Helsingborg & Landskrona järnvägar AB och även för Helsingborgs Intecknings Garanti AB. Dessutom satt trapp i styrelsen för ett flertal andra bolag, bland annat andra järnvägsbolag, Helsingborgs Sockerfabriks AB, Klippans pappersbruk och Skromberga Stenkols AB. Vidare satt han i centralstyrelsen för Skånska handelsbanken samtidigt som han var styrelseordförande i lokalkontoret i Helsingborg. 
År 1898 köpte han upp lantegendomen Fredriksdal, där han bodde fram till sin död. Hans första hustru Cecila Tellbom avled år 1900. Med henne hade han barnen Ivar och Karin. Han gifte om sig med Gisela Henckel 1902. Efter Oscar Trapps död 1916 donerade hustrun Fredriksdalsområdet till Helsingborgs stad. I Helsingborg har Trapp hedrats genom att delen av Stortorget strax nedanför Terrastrapporna döpts till Konsul Trapps plats. Vidare benämns vägen från Hävertgatan till Fredriksdals herrgård Oscar Trapps väg. Oscar och Gisela Trapp är begravda på Gamla kyrkogården i Helsingborg.

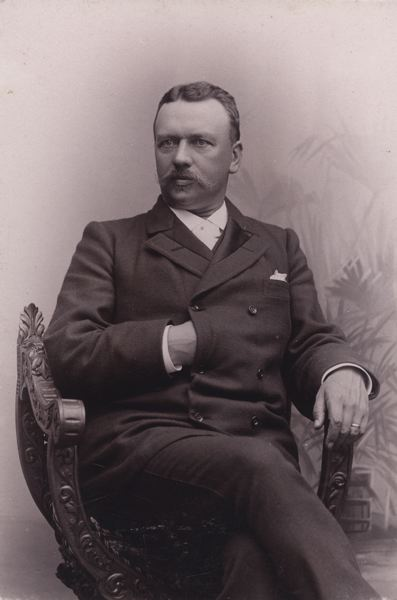
Oscar Trapp 1891.
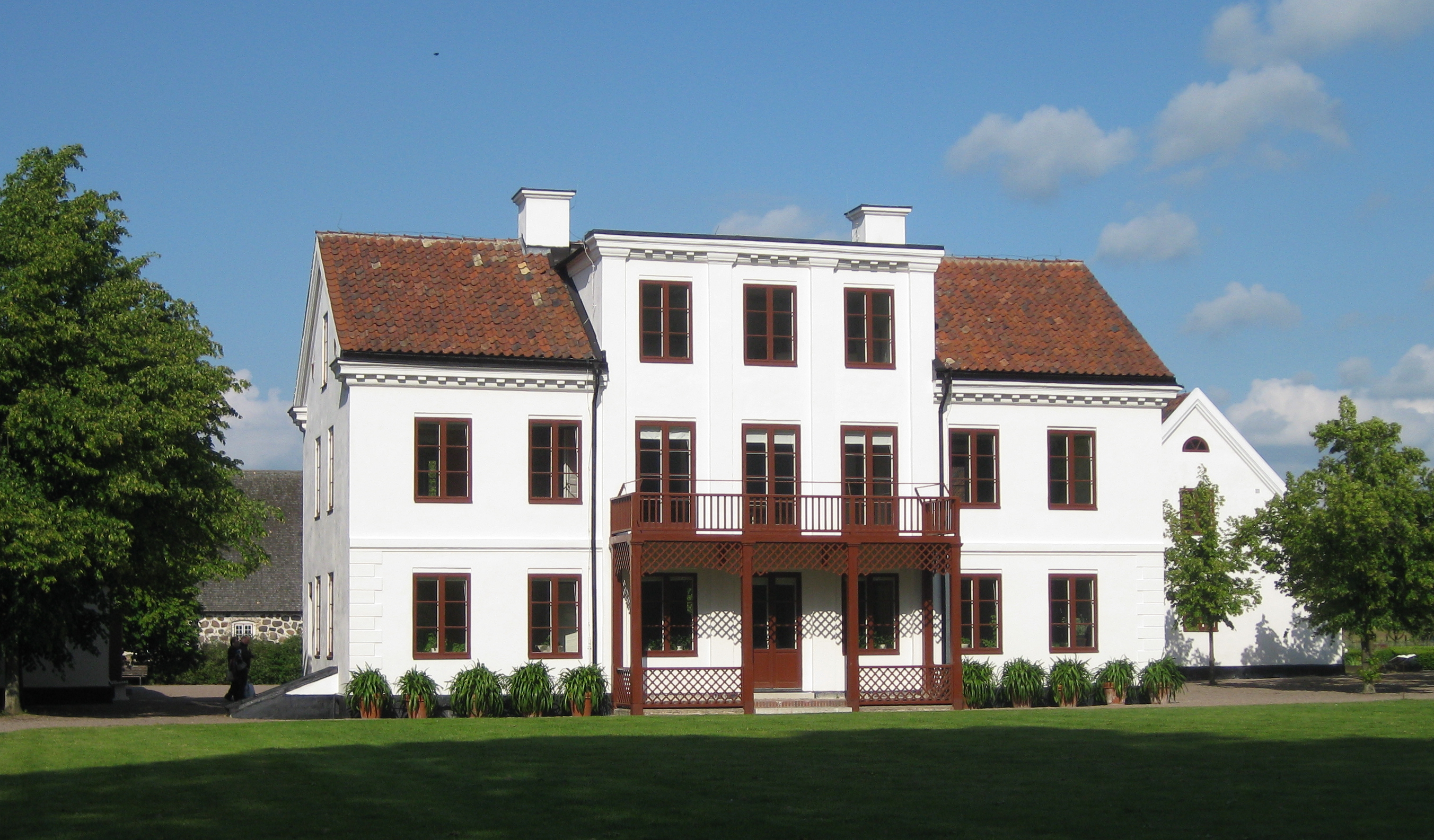
Fredriksdals herrgård.